# Eternamente Manuela
Eternamente Manuela é uma telenovela colombiana produzida pela RCN Televisión e exibida pelo Canal A, cuja transmissão ocorreu em 1995.

## Elenco
- Aura Cristina Geithner.... Manuela Quijano
- Alejandro Martínez.... Mateo Cobo
- Braulio Castillo Jr.... Francisco Grijalba
- Fernanda Ruizos.... Mireya Olmos
- Carolina Sabino.... Fernanda
- Geraldine Zivic.... Laura
- Isabella Santodomingo.... Roberta
- Juan Carlos Vargas.... Alfonso Grijalba
- Pilar Uribe.... Cristina
- Bernardo González.... Esteban
- Héctor De Malba.... Gregorio
- Jennifer Steffens.... tia de Manuela